# Discographie de Coldplay
Le groupe britannique de rock Coldplay a sorti au cours de sa carrière discographique depuis 1996 dix albums studio, dix albums en concert, sept albums-compilations, quatre albums vidéo, quinze extended play, cinquante-deux singles, neuf singles promotionnels et quarante-sept clips.
Le groupe a vendu plus de 100 millions de disques dont plus de 100 millions de ventes d'albums dans le monde. En outre, ils ont cinq millions de singles vendus au Royaume-Uni, et ont vendu 18,2 millions d'albums et 33,6 millions de téléchargements de chansons aux États-Unis.

## Albums

### Albums studio
| Titre                                     | Détails                                                                                                  | Meilleur classement | Meilleur classement | Meilleur classement | Meilleur classement | Meilleur classement | Meilleur classement | Meilleur classement | Meilleur classement | Meilleur classement | Meilleur classement | Ventes                                                              | Certifications |
| Titre                                     | Détails                                                                                                  | R-U                 | AUS                 | CAN                 | FRA                 | ALL                 | IRL                 | P-B                 | N-Z                 | SUI                 | États-Unis          | Ventes                                                              | Certifications |
| ----------------------------------------- | --- | ------------------- | ------------------- | ------------------- | ------------------- | ------------------- | ------------------- | ------------------- | ------------------- | ------------------- | ------------------- | ------------------------------------------------------------------- | --- |
| Parachutes                                | - Sortie : 10 juillet 2000 - Label : Parlophone - Formats : CD, cassette, LP                             | 1                   | 2                   | 19                  | 31                  | 54                  | 2                   | 29                  | 4                   | 38                  | 51                  | - : 8 500 000 - : 2 713 711 - : 75 000, - : 2 700 000,              | - BPI : 9 × Platine - ARIA : 3 × Platine - BVMI : Or - IFPI CH : Or - MC : 2 × Platine - NVPI : Platinum - RIAA : 2 × Platine - RMNZ : 2 × Platine - SNEP : 2 × Or                                            |
| A Rush of Blood to the Head               | - Sortie : 26 août 2002 - Label : Parlophone - Formats : CD, cassette, LP                                | 1                   | 1                   | 1                   | 4                   | 1                   | 1                   | 3                   | 1                   | 1                   | 5                   | - : 15 000 000 - : 2 960 000, - : 90 000, - : 5 080 000             | - BPI : 9 × Platine - ARIA : 7 × Platine - BVMI : 3 × Or - IFPI CH : Or - MC : 4 × Platine - NVPI : Platine - RIAA : 4 × Platine - RMNZ : 2 × Platine - SNEP : 2 × Or                                         |
| X&Y                                       | - Sortie : 6 juin 2005 - Label : Parlophone - Formats : CD, cassette, LP, téléchargement                 | 1                   | 1                   | 1                   | 1                   | 1                   | 1                   | 1                   | 1                   | 1                   | 1                   | - : 13 000 000 - : 2 790 000, - : 75 000, - : 3 100 000,            | - BPI : 9 × Platine - ARIA : 6 × Platine - BVMI : 3 × Platine - IFPI CH : 2 × Platine - IRMA : 8 × Platine - MC : 5 × Platine - NVPI : Platine - RIAA : 3 × Platine - RMNZ : 4 × Platine - SNEP : 2 × Platine |
| Viva la Vida or Death and All His Friends | - Sortie : 12 juin 2008 - Label : Parlophone - Formats : CD, cassette, LP, téléchargement                | 1                   | 1                   | 1                   | 1                   | 1                   | 1                   | 1                   | 1                   | 1                   | 1                   | - : 10 000 000 - : 1 500 000 - : 400 000 - : 45 000, - : 2 700 000, | - BPI : 5 × Platine - ARIA : 4 × Platine - BVMI : 7 × Or - IFPI CH: 3 × Platine - IRMA : 4 × Platine - MC : 5 × Platine - NVPI : 3 × Platine - RIAA : 2 × Platine - RMNZ : 2 × Platine - SNEP : 2 × Platine   |
| Mylo Xyloto                               | - Sortie : 24 octobre 2011 - Label : Parlophone - Formats : CD, LP, téléchargement                       | 1                   | 1                   | 1                   | 1                   | 1                   | 1                   | 1                   | 1                   | 1                   | 1                   | - : 8 000 000 - : 240 000 - : 1 500 000, - : 30 000, - : 1 670 000, | - BPI : 5 × Platine - ARIA : 2 × Platine - BVMI : 2 × Platine - IFPI CH : 2 × Platine - IRMA : 2 × Platine - MC : 3 × Platine - NVPI : Platine - RIAA : Platine - RMNZ : 2 × Platine - SNEP : 3 × Platine     |
| Ghost Stories                             | - Sortie : 19 mai 2014 - Label : Parlophone - Formats : CD, LP, téléchargement                           | 1                   | 1                   | 1                   | 1                   | 1                   | 1                   | 2                   | 1                   | 1                   | 1                   | - : 3 700 000, - : 160 000 - : 700 000 - : 1 000 000                | - BPI : 2 × Platine - ARIA : 2 × Platine - BVMI : 3 × Or - IFPI CH : 2 × Platine - MC : 2 × Platine - RIAA : 2 × Platine - RMNZ : Or - SNEP : 3 × Platine                                                     |
| A Head Full of Dreams                     | - Sortie : 4 décembre 2015 - Label : Parlophone - Formats : CD, LP, téléchargement                       | 1                   | 2                   | 2                   | 4                   | 3                   | 2                   | 1                   | 4                   | 1                   | 2                   | - : 6 000 000 - : 160 000 - : 1 305 875 - : 1 097 000,              | - BP : 4 × Platine - ARIA : Platine - BVMI : 3 × Or - IFPI CH : Platine - MC : 2 × Platine - NVPI : Platine - RIAA : Platine - RMNZ : Platine - SNEP : Diamant                                                |
| Everyday Life                             | - Sortie : 22 novembre 2019 - Label : Parlophone - Formats : CD, cassette, LP, téléchargement, streaming | 1                   | 1                   | 3                   | 1                   | 4                   | 5                   | 1                   | 2                   | 1                   | 7                   | - : 100 000 - : 269 011 - : 199 000                                 | - BPI : Or - NVPI : Or - SNEP : Platine |
| Music of the Spheres                      | - Sortie : 15 octobre 2021 - Label : Parlophone - Formats : CD, cassette, LP, téléchargement, streaming  | 1                   | 1                   | 2                   | 1                   | 2                   | 4                   | 1                   | 2                   | 2                   | 4                   | - : 150 000 - : 204 622 - : 395 000                                 | - MC : Or - FIMI : Platine - BPI : Or - SNEP : Platine |
| Moon Music                                | - Sortie : 4 octobre 2024 - Label : Parlophone - Formats : CD, cassette, LP, téléchargement, streaming   | 1                   | 1                   | 2                   | 3                   | 1                   | 1                   | 1                   | 2                   | 1                   | 1                   | - : 300 000 - : 120 000                                             | - BPI : Platine - FIMI : Or - SNEP : Or |

### Albumslive
| Titre                                                                          | Détails                                                                                      | Meilleur classement | Meilleur classement | Meilleur classement | Meilleur classement | Meilleur classement | Meilleur classement | Meilleur classement | Meilleur classement | Meilleur classement | Meilleur classement | Ventes       | Certifications                      |
| Titre                                                                          | Détails                                                                                      | R-U                 | AUS                 | CAN                 | FRA                 | ALL                 | IRL                 | P-B                 | N-Z                 | SUI                 | États-Unis          | Ventes       | Certifications                      |
| ------------------------------------------------------------------------------ | -------------------------------------------------------------------------------------------- | ------------------- | ------------------- | ------------------- | ------------------- | ------------------- | ------------------- | ------------------- | ------------------- | ------------------- | ------------------- | ------------ | ----------------------------------- |
| Trouble: Norwegian Live EP                                                     | - Sortie : 17 août 2001 - Label : Parlophone - Formats : CD, cassette                        | —                   | —                   | —                   | —                   | —                   | —                   | —                   | —                   | —                   | —                   |              |                                     |
| Live 2003                                                                      | - Sortie : 1er novembre 2003 - Label : Capitol, Parlophone - Formats : CD, téléchargement    | 46                  | 16                  | 10                  | 26                  | 34                  | —                   | —                   | 26                  | —                   | 13                  | - : 686 000, | - ARIA : Or - RIAA : Or - RMNZ : Or |
| LeftRightLeftRightLeft                                                         | - Sortie : 15 mai 2009 - Labels : Capitol, Parlophone - Formats : CD, téléchargement         | —                   | —                   | —                   | —                   | —                   | —                   | —                   | —                   | —                   | —                   |              |                                     |
| iTunes Festival: London 2011                                                   | - Sortie : 18 septembre 2011 - Label : EMI - Format : Téléchargement                         | —                   | —                   | —                   | —                   | —                   | —                   | —                   | —                   | —                   | —                   |              |                                     |
| Live in Madrid (en)                                                            | - Sortie : 31 octobre 2011 - Label : EMI - Format : Téléchargement                           | —                   | —                   | —                   | —                   | —                   | —                   | —                   | —                   | —                   | —                   |              |                                     |
| Coldplay Live 2012 (en)                                                        | - Sortie : 19 novembre 2012 - Label : Capitol, Parlophone - Formats : CD, téléchargement     | —                   | —                   | —                   | 5                   | 3                   | —                   | 75                  | —                   | 11                  | —                   |              | - SNEP : Platine                    |
| Ghost Stories Live 2014                                                        | - Sortie : 24 novembre 2014 - Labels : Parlophone, Atlantic - Formats : CD, téléchargement   | —                   | —                   | —                   | 165                 | —                   | 28                  | 15                  | 24                  | —                   | 93                  |              | - SNEP : Or                         |
| Live from Spotify London (en)                                                  | - Sortie : 16 décembre 2016 - Label : Parlophone - Format : Téléchargement                   | —                   | —                   | —                   | —                   | —                   | —                   | —                   | —                   | —                   | —                   |              |                                     |
| Live in Buenos Aires                                                           | - Sortie : 7 décembre 2018 - Label : Parlophone - Formats : CD, cassette, LP, téléchargement | 15                  | 18                  | 66                  | 16                  | 5                   | 15                  | 2                   | 30                  | 4                   | 128                 |              | - SNEP : Or                         |
| Love in Tokyo                                                                  | - Sortie : 7 décembre 2018 - Label : Parlophone - Formats : CD, téléchargement               | —                   | —                   | —                   | —                   | —                   | —                   | —                   | —                   | —                   | —                   |              |                                     |
| « — » indique que l'album ne s'est pas classé ou n'est pas sorti dans le pays. |                                                                                              |                     |                     |                     |                     |                     |                     |                     |                     |                     |                     |              |                                     |

## EP
| Année | Album                            | Charts               | Charts                 | Charts               | Charts                 | Charts                 | Charts |
| Année | Album                            | Drapeau de la France | Drapeau de la Belgique | Drapeau de la Suisse | Drapeau du Royaume-Uni | Drapeau des États-Unis |        |
| ----- | -------------------------------- | -------------------- | ---------------------- | -------------------- | ---------------------- | ---------------------- | ------ |
| 1998  | Safety EP                        | —                    | —                      | —                    | —                      | —                      |        |
| 1999  | Brothers and Sisters EP          | —                    | —                      | —                    | 87                     | —                      |        |
| 1999  | The Blue Room EP                 | —                    | —                      | —                    | 98                     | —                      |        |
| 2008  | Prospekt's March EP              | —                    | —                      | —                    | 38                     | 15                     |        |
| 2011  | Every Teardrop Is A Waterfall EP | ?                    | ?                      | ?                    | ?                      | ?                      |        |
| 2014  | A Sky Full of Stars EP           | ?                    | ?                      | ?                    | ?                      | ?                      |        |
| 2017  | Kaleidoscope EP                  | ?                    | ?                      | ?                    | ?                      | ?                      |        |

## Singles
| Année | Chanson                                                 | SNEP Top 100 | SNEP Top 100 | Ultratop 50 | Ultratop 50 | Uk singles Top 100 | Uk singles Top 100 | Music Line | Music Line | Swiss Charts Top 100 | Swiss Charts Top 100 | Hot 100 | Hot 100 | Canadian Hot 100 * | Canadian Hot 100 * | ARIA Top 50 | ARIA Top 50 | Albums                                          |
| ----- | ------------------------------------------------------- | ------------ | ------------ | ----------- | ----------- | ------------------ | ------------------ | ---------- | ---------- | -------------------- | -------------------- | ------- | ------- | ------------------ | ------------------ | ----------- | ----------- | ----------------------------------------------- |
| 2000  | Shiver                                                  | -            | -            | -           | -           | 35                 | 3                  | -          | -          | -                    | -                    | -       | -       |                    |                    | -           | -           | Parachutes                                      |
| 2000  | Yellow                                                  | 96           | 2            | -           | -           | 4                  | 11                 | -          | -          | -                    | -                    | 48      | 21      |                    |                    | 5           | 22          | Parachutes                                      |
| 2000  | Trouble                                                 | 60           | 14           | -           | -           | 10                 | 9                  | -          | -          | -                    | -                    | -       | -       |                    |                    | -           | -           | Parachutes                                      |
| 2002  | In My Place                                             | 60           | 12           | -           | -           | 2                  | 10                 | 65         | 4          | 37                   | 12                   | -       | -       |                    |                    | 23          | 3           | A Rush of Blood to the Head                     |
| 2002  | The Scientist                                           | 31           | 8            | -           | -           | 10                 | 9                  | 26         | 8          | -                    | -                    | -       | -       |                    |                    | 40          | 4           | A Rush of Blood to the Head                     |
| 2003  | Clocks                                                  | 65           | 11           | -           | -           | 9                  | 8                  | 50         | 9          | 71                   | 12                   | 29      | 22      |                    |                    | 28          | 11          | A Rush of Blood to the Head                     |
| 2003  | God Put a Smile upon Your Face                          | -            | -            | -           | -           | -                  | -                  | -          | -          | -                    | -                    | -       | -       |                    |                    | 43          | 1           | A Rush of Blood to the Head                     |
| 2005  | Speed of Sound                                          | 42           | 20           | 34          | 5           | 2                  | 17                 | 19         | 14         | 22                   | 15                   | 8       | 16      |                    |                    | 9           | 9           | X&Y                                             |
| 2005  | Fix You                                                 | 189          | 1            | -           | -           | 4                  | 25                 | 65         | 9          | 53                   | 4                    | 59      | 6       |                    |                    | 25          | 9           | X&Y                                             |
| 2005  | Talk                                                    | 34           | 11           | 16          | 18          | 10                 | 10                 | 29         | 14         | 28                   | 28                   | 86      | 6       |                    |                    | 20          | 12          | X&Y                                             |
| 2006  | The Hardest Part                                        | -            | -            | 48          | 1           | -                  | -                  | -          | -          | -                    | -                    | -       | -       |                    |                    | 40          | 3           | X&Y                                             |
| 2008  | Violet Hill                                             | 36           | 23           | 10          | 11          | 8                  | 15                 | 10         | 14         | 11                   | 24                   | 40      | 10      | 6                  | 19                 | 9           | 16          | Viva la Vida or Death and All His Friends       |
| 2008  | Viva la Vida                                            | 7            | 103          | 4           | 38          | 1                  | 43                 | 5          | 55         | 5                    | 76                   | 1       | 52      | 4                  | 65                 | 2           | 41          | Viva la Vida or Death and All His Friends       |
| 2008  | Lovers in Japan                                         | -            | -            | -           | -           | -                  | -                  | -          | -          | -                    | -                    | -       | -       | 77                 | 2                  | -           | -           | Viva la Vida or Death and All His Friends       |
| 2008  | Lost!                                                   | -            | -            | 34          | 2           | 54                 | 2                  | 73         | 9          | 53                   | 12                   | 87      | 3       | 55                 | 5                  | -           | -           | Viva la Vida or Death and All His Friends       |
| 2010  | Christmas Lights                                        | 182          | 1            | 9           | 5           | 13                 | 4                  | 26         | 4          | 10                   | 4                    | 25      |         | 18                 |                    | 32          | 1           | Single                                          |
| 2011  | Every Teardrop Is a Waterfall                           | 20           | 28           | 4           | 17          | 6                  | 14                 | 24         | 19         | 6                    | 19                   | 14      |         | 9                  |                    | 14          | 12          | Mylo Xyloto                                     |
| 2011  | Major Minus                                             | 71           | 1            | 0           | 1           | -                  | -                  | -          | -          | -                    | -                    | 92      | 1       | 68                 | 1                  | -           | -           | Mylo Xyloto                                     |
| 2011  | Moving to Mars                                          | 70           | 1            | 49          | 1           | -                  | -                  | -          | -          | -                    | -                    | 90      |         | -                  | -                  | -           | -           | Every Teardrop Is a Waterfall EP                |
| 2011  | Paradise                                                | 5            | 98           | 3           | 22          | 2                  | 19                 | 12         | 25         | 4                    | 26                   | 15      |         | 13                 |                    | 3           | 27          | Mylo Xyloto                                     |
| 2012  | Charlie Brown                                           | 148          | 7            | -           | -           | 22                 | 13                 | -          | -          | -                    | -                    | -       | -       | -                  | -                  | -           | -           | Mylo Xyloto                                     |
| 2012  | Princess of China (feat. Rihanna)                       | 24           | 44           | -           | -           | 33                 | 2                  | -          | -          | -                    | -                    | -       | -       | 17                 |                    | -           | -           | Mylo Xyloto                                     |
| 2012  | Up with the Birds / U.F.O.                              | -            | -            | -           | -           | -                  | -                  | -          | -          | -                    | -                    | -       | -       | -                  |                    | -           | -           | Mylo Xyloto                                     |
| 2012  | Hurts Like Heaven                                       | -            | -            | -           | -           | -                  | -                  | -          | -          | -                    | -                    | -       | -       | -                  |                    | -           | -           | Mylo Xyloto                                     |
| 2012  | Up in Flames                                            | -            | -            | -           | -           | -                  | -                  | -          | -          | -                    | -                    | -       | -       | -                  | -                  | -           | -           | Mylo Xyloto                                     |
| 2013  | Atlas                                                   | 31           | 3            | 20          | 3           | -                  | -                  | -          | -          | -                    | -                    | -       | -       | -                  | -                  | -           | -           | Bande originale de Hunger Games : L'Embrasement |
| 2014  | Magic                                                   | 6            | 31           | 7           | 19          | -                  | -                  | -          | -          | -                    | -                    | -       | -       | -                  | -                  | -           | -           | Ghost Stories                                   |
| 2014  | Midnight                                                | 5            | 6            | 1           | 4           | -                  | -                  | -          | -          | -                    | -                    | -       | -       | -                  | -                  | -           | -           | Ghost Stories                                   |
| 2014  | A Sky Full of Stars                                     | 3            | 104          | 1           | 37          | -                  | -                  | -          | -          | -                    | -                    | -       | -       | -                  | -                  | -           | -           | Ghost Stories                                   |
| 2014  | True Love                                               | 146          | 1            | -           | -           | -                  | -                  | -          | -          | -                    | -                    | -       | -       | -                  | -                  | -           | -           | Ghost Stories                                   |
| 2014  | Ink                                                     | -            | -            | -           | -           | -                  | -                  | -          | -          | -                    | -                    | -       | -       | -                  | -                  | -           | -           | Ghost Stories                                   |
| 2014  | Miracles                                                | 153          | 1            | -           | -           | -                  | -                  | -          | -          | -                    | -                    | -       | -       | -                  | -                  | -           | -           | Bande originale de Invincible                   |
| 2015  | Adventure of a Lifetime                                 | 2            | 46           | 2           | 22          | -                  | -                  | -          | -          | -                    | -                    | -       | -       | -                  | -                  | -           | -           | A Head Full of Dreams                           |
| 2016  | Hymn for the Weekend                                    | 3            | 86           | 2           | 29          | -                  | -                  | -          | -          | -                    | -                    | -       | -       | -                  | -                  | -           | -           | A Head Full of Dreams                           |
| 2016  | Up&Up                                                   | 161          | 3            | -           | -           | -                  | -                  | -          | -          | -                    | -                    | -       | -       | -                  | -                  | -           | -           | A Head Full of Dreams                           |
| 2016  | A Head Full of Dreams                                   | 156          | 1            | 14          | 12          | -                  | -                  | -          | -          | -                    | -                    | -       | -       | -                  | -                  | -           | -           | A Head Full of Dreams                           |
| 2016  | Everglow                                                | 28           | 6            | -           | -           | -                  | -                  | -          | -          | -                    | -                    | -       | -       | -                  | -                  | -           | -           | A Head Full of Dreams                           |
| 2017  | Something Just like This (feat. The Chainsmokers)       | 17           | 48           | -           | -           | -                  | -                  | -          | -          | -                    | -                    | -       | -       | -                  | -                  | -           | -           | Memories...Do Not Open                          |
| 2019  | Orphans                                                 | 172          | 5            | -           | -           | 27                 | 8                  | -          | -          | -                    | -                    | -       | -       | -                  | -                  | -           | -           | Everyday Life                                   |
| 2019  | Arabesque                                               | -            | -            | -           | -           | -                  | -                  | -          | -          | -                    | -                    | -       | -       | -                  | -                  | -           | -           | Everyday Life                                   |
| 2019  | Everyday Life                                           | -            | -            | -           | -           | -                  | -                  | -          | -          | -                    | -                    | -       | -       | -                  | -                  | -           | -           | Everyday Life                                   |
| 2020  | Champion of the World                                   | -            | -            | -           | -           | -                  | -                  | -          | -          | -                    | -                    | -       | -       | -                  | -                  | -           | -           | Everyday Life                                   |
| 2021  | Higher Power                                            | 98           | 15           | -           | -           | -                  | -                  | -          | -          | -                    | -                    | -       | -       | -                  | -                  | -           | -           | Music of the Spheres                            |
| 2021  | My Universe (feat. BTS)                                 | 33           | 47           | -           | -           | 3                  | 19                 | -          | -          | -                    | -                    | 1       | 26      | -                  | -                  | 7           | 24          | Music of the Spheres                            |
| 2022  | Let Somebody Go                                         | 115          | 1            | -           | -           | -                  | -                  | -          | -          | -                    | -                    | -       | -       | -                  | -                  | -           | -           | Music of the Spheres                            |
| 2024  | Feels Like I'm Falling in Love                          | 66           | 2            | -           | -           | 16                 | -                  | -          | -          | -                    | -                    | -       | -       | -                  | -                  | -           | -           | Moon Music                                      |
| 2024  | We Pray (feat. Little Simz, Burna Boy, Elyanna et Tini) | 45           | -            | -           | -           | 20                 | -                  | 40         | -          | 22                   | -                    | -       | -       | -                  | -                  | -           | -           | Moon Music                                      |
| 2024  | All My Love                                             | -            | -            | -           | -           | 43                 | -                  | -          | 49         | -                    | -                    | -       | -       | -                  | -                  | -           | -           | Moon Music                                      |

- Les cases vides sont dues à un manque d'informations ou de sources.
- Le Canadian Hot 100 n'est apparu qu'à partir de Viva la Vida or Death and All His Friends.

| Titre                                                                            | Année | Meilleur classement | Meilleur classement | Meilleur classement | Meilleur classement | Meilleur classement | Meilleur classement | Meilleur classement | Meilleur classement | Meilleur classement | Meilleur classement | Certifications | Album                  |
| Titre                                                                            | Année | R-U                 | AUS                 | CAN                 | FRA                 | ALL                 | IRL                 | P-B                 | N-Z                 | SUI                 | États-Unis          | Certifications | Album                  |
| -------------------------------------------------------------------------------- | ----- | ------------------- | ------------------- | ------------------- | ------------------- | ------------------- | ------------------- | ------------------- | ------------------- | ------------------- | ------------------- | --- | ---------------------- |
| Adventure of a Lifetime                                                          | 2015  | 7                   | 20                  | 11                  | 2                   | 5                   | 8                   | 11                  | 12                  | 3                   | 13                  | - BPI : 2 × Platine - ARIA : Or - BVMI : Or - IFPI CH : Or - MC : 2 × Platine - RIAA : 2 × Platine - RMNZ : Platine - SNEP : Or                                 | A Head Full of Dreams  |
| Hymn for the Weekend                                                             | 2016  | 6                   | 24                  | 32                  | 3                   | 11                  | 7                   | 16                  | 43                  | 7                   | 25                  | - BPI : 2 × Platine - ARIA : Platine - BVMI : Platine - IFPI CH : 2 × Platine - MC : 3 × Platine - RIAA : 3 × Platine - RMNZ : Or                               | A Head Full of Dreams  |
| Up & Up (en)                                                                     | 2016  | 71                  | 74                  | —                   | 161                 | 79                  | 95                  | 65                  | —                   | 32                  | —                   | - BPI : Argent | A Head Full of Dreams  |
| A Head Full of Dreams                                                            | 2016  | 173                 | —                   | —                   | 156                 | —                   | —                   | 60                  | —                   | —                   | —                   | - BPI : Argent | A Head Full of Dreams  |
| Everglow                                                                         | 2016  | 52                  | 93                  | 66                  | 28                  | 42                  | 55                  | 25                  | —                   | 16                  | —                   | - BPI : Or - MC : Or | A Head Full of Dreams  |
| Something Just like This (avec The Chainsmokers)                                 | 2017  | 2                   | 2                   | 3                   | 6                   | 4                   | 3                   | 6                   | 5                   | 3                   | 3                   | - BPI : 3 × Platine - ARIA : 8 × Platine - BVMI : 2 × Platine - IFPI CH : 4 × Platine - MC : 6 × Platine - RIAA : 7 × Platine - RMNZ : Platine - SNEP : Diamant | Memories...Do Not Open |
| Miracles (Someone Special) (avec Big Sean)                                       | 2017  | 54                  | —                   | —                   | 72                  | —                   | 98                  | —                   | —                   | 45                  | —                   | | Kaleidoscope           |
| E-Lo (avec Pharrell Williams feat. Jozzy)                                        | 2018  | —                   | —                   | —                   | —                   | —                   | —                   | —                   | —                   | —                   | —                   | | Global Citizen – EP 1  |
| Orphans (en)                                                                     | 2019  | 27                  | 68                  | 59                  | 175                 | 94                  | 31                  | 37                  | —                   | 25                  | —                   | | Everyday Life          |
| Arabesque (en)                                                                   | 2019  | —                   | —                   | —                   | —                   | —                   | —                   | —                   | —                   | —                   | —                   | | Everyday Life          |
| Everyday Life (en)                                                               | 2019  | —                   | —                   | —                   | —                   | —                   | —                   | —                   | —                   | 43                  | —                   | | Everyday Life          |
| Daddy (en)                                                                       | 2019  | —                   | —                   | —                   | —                   | —                   | —                   | —                   | —                   | —                   | —                   | | Everyday Life          |
| Champion of the World (en)                                                       | 2019  | 93                  | —                   | —                   | —                   | —                   | —                   | —                   | —                   | 56                  | —                   | | Everyday Life          |
| Cry Cry Cry                                                                      | 2020  | —                   | —                   | —                   | —                   | —                   | —                   | —                   | —                   | —                   | —                   | | Everyday Life          |
| Higher Power                                                                     | 2021  | 12                  | 44                  | 31                  | 98                  | 35                  | 52                  | 44                  |                     | 18                  | 53                  | - BPI : Platine - ARIA : Platine - BVMI : Or - FIMI : Platine - MC : Or - SNEP : Or                                                                             | Music of the Spheres   |
| My Universe (Avec BTS)                                                           | 2021  | 3                   | 7                   | 9                   | 33                  | 13                  | 29                  | 20                  | 17                  | 11                  | 1                   | - MC : 2 × Platine - SNEP : Diamant | Music of the Spheres   |
| Let Somebody Go (Avec Selena Gomez)                                              | 2022  | 24                  | 66                  | 45                  | 115                 | 74                  |                     | 53                  |                     | 27                  | 91                  | | Music of the Spheres   |
| Feels Like I'm Falling in Love                                                   | 2024  | 16                  | 54                  | 82                  | 66                  | 80                  | 80                  | 59                  |                     | 26                  | 81                  | - BPI : Argent - SNEP : Or | Moon Music             |
| We Pray (Avec Little Simz, Burna Boy, Elyanna et Tini)                           | 2024  | 20                  |                     |                     | 45                  | 40                  |                     |                     |                     | 22                  | 87                  | - BPI : Argent - SNEP : Or | Moon Music             |
| All My Love                                                                      | 2024  | 43                  |                     |                     |                     |                     |                     | 90                  |                     | 49                  |                     | | Moon Music             |
| « — » indique que le single ne s'est pas classé ou n'est pas sorti dans ce pays. |       |                     |                     |                     |                     |                     |                     |                     |                     |                     |                     | |                        |

### Singles promotionnels
| Titre                                                                                         | Année | Meilleur classement | Meilleur classement | Meilleur classement | Meilleur classement | Meilleur classement | Meilleur classement | Meilleur classement | Meilleur classement | Album                |
| Titre                                                                                         | Année | R-U                 | CAN                 | FRA                 | IRL                 | P-B                 | N-Z                 | SUI                 | US                  | Album                |
| --------------------------------------------------------------------------------------------- | ----- | ------------------- | ------------------- | ------------------- | ------------------- | ------------------- | ------------------- | ------------------- | ------------------- | -------------------- |
| A Spell a Rebel Yell                                                                          | 2008  | —                   | —                   | —                   | —                   | —                   | —                   | —                   | —                   | Violet Hill (single) |
| Midnight                                                                                      | 2014  | 48                  | 27                  | 5                   | —                   | —                   | 11                  | 19                  | 29                  | Ghost Stories        |
| Hypnotised                                                                                    | 2017  | 70                  | 81                  | 185                 | 100                 | —                   | —                   | 45                  | —                   | Kaleidoscope         |
| All I Can Think About Is You (en)                                                             | 2017  | —                   | —                   | 116                 | —                   | —                   | —                   | —                   | —                   | Kaleidoscope         |
| Aliens (en)                                                                                   | 2017  | —                   | —                   | 87                  | —                   | —                   | —                   | —                   | —                   | Kaleidoscope         |
| Coloratura                                                                                    | 2021  | —                   | —                   | —                   | —                   | —                   | —                   | —                   | —                   | Music of the Spheres |
| People of the Pride                                                                           | 2022  | —                   | —                   | —                   | —                   | —                   | —                   | —                   | —                   | Music of the Spheres |
| Biutyful                                                                                      | 2022  | —                   | —                   | —                   | —                   | —                   | —                   | —                   | —                   | Music of the Spheres |
| Humankind                                                                                     | 2022  | —                   | —                   | —                   | —                   | —                   | —                   | —                   | —                   | Music of the Spheres |
| « — » indique que le single promotionnel ne s'est pas classé ou n'est pas sorti dans ce pays. |       |                     |                     |                     |                     |                     |                     |                     |                     |                      |